# Aleurocanthus esakii
Aleurocanthus esakii es un hemíptero de la familia Aleyrodidae, con una subfamilia: Aleyrodinae. Fue descrita científicamente en 1936 por Takahashi.